# Scipione Pannocchieschi d'Elci
Scipione Pannocchieschi d'Elci, född 28 juni 1598 i Siena, död 12 april 1670 i Rom, var en italiensk kardinal och ärkebiskop. Han var ärkebiskop av Pisa från 1636 till 1663 och kardinal från 1657.

## Biografi
Scipione Pannocchieschi d'Elci var son till Orso, greve av Elci. År 1624 blev Pannocchieschi refendarieråd vid Apostoliska signaturan. Han prästvigdes den 3 maj 1629 av Paolo Orsini, biskop av Montalto.
I juli 1631 utnämndes Pannocchieschi till biskop av Pienza och vigdes den 17 augusti samma år av kardinal Luigi Caetani i Cappella Barberini i Sant'Andrea della Valle. Kardinal Caetani assisterades vid detta tillfälle av Tegrimo Tegrimi och Giorgio Bolognetti. I mars 1636 utnämndes Pannocchieschi till ärkebiskop av Pisa.
Den 9 april 1657 utsåg påve Alexander VII Pannocchieschi till kardinal in pectore; den 29 april året därpå mottog han som kardinalpräst Santa Sabina som titelkyrka. Han deltog i konklaven år 1667, vilken valde Clemens IX till ny påve, och i konklaven 1669–1670, som valde Clemens X.
Kardinal Pannocchieschi har fått sitt sista vilorum i Cappella di Santa Caterina da Siena i Santa Sabina på Aventinen i Rom.